# Via Mercanti
Via Mercanti è una strada centrale, da tempo pedonalizzata, di Milano, lunga circa 200 metri, ricavata nel XIX secolo, in seguito a demolizioni e restauri, dall'originaria piazza Mercanti. Congiunge la piazza del Duomo con piazza Cordusio e via Dante. Fa parte del municipio 1. Da un suo lato si erge il palazzo dei Giureconsulti, dall'altro il palazzo della Ragione.

## Storia

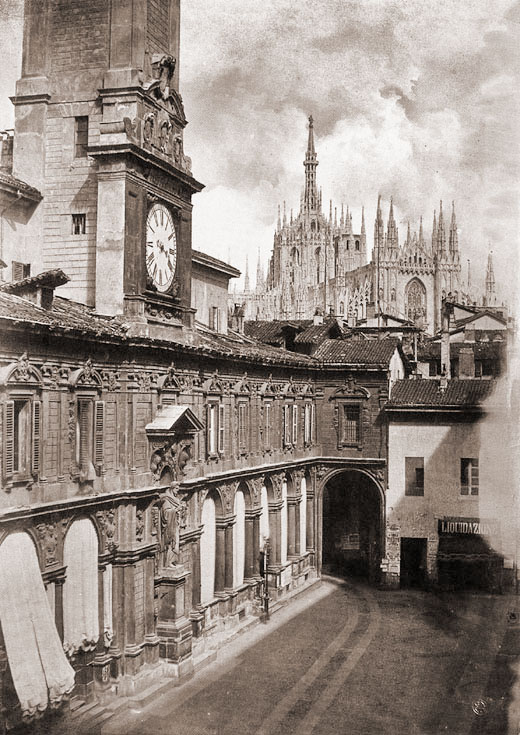
L'antica piazza Mercanti (ora via Mercanti) nel 1860, con ancora il caratteristico passaggio coperto per il Duomo, che si vede al centro dell'immagine e che era chiamato Porta della Pescheria Vecchia

In origine si trattava di una piazza quadrata cinta da un'alta muraglia in cui si aprivano sei porte, ciascuna delle quali era l'accesso all'omonimo sestiere cittadino. Di queste sei porte ne restano oggi solo due:
- la Nuova o Ferrea, riconoscibile nel passaggio di Santa Margherita;
- San Michele al Gallo o Vercellina, corrisponde all'attuale passaggio delle Scuole Palatine, aperto su via Orefici.

Le restanti quattro porte:
- Porta del Podestà era il varco per il sestiere di Porta Romana, sul fianco orientale della piazza, laddove in seguito sarà inaugurato (e chiuso) il Caffè Carminati;
- la Ticinese, che pare non venisse mai aperta (i mercanti che provenivano da questa strada usavano la vicina Porta del Podestà), il cui odierno passaggio degli Osii risale all'Ottocento;
- Porta dei Pesci, della Pescheria o di Sant'Ambrogio era il voltone che comunicava col sestiere di Porta Orientale (oggi Porta Venezia), si chiamava così in quanto si trovava in corrispondenza della contrada della Pescheria Vecchia. Questa porta venne demolita nel 1870;
- Porta Cumana o del Cordusio comunicava col sestiere di Porta Comasina, oggi Porta Garibaldi.

Al centro della originaria piazza venne edificato il palazzo della Ragione nel 1233 per ordine del podestà Oldrado da Tressèno, adibito alle pubbliche adunanze, in quanto la sede precedente presso la Casa dell'Arcivescovo rendeva i consigli troppo esposti agli umori di quest'ultimo. L'edificio era chiamato anche "Nuovo Broletto" (il vecchio si trovava all'incirca nell'odierna piazzetta che si apre su via Palazzo Reale). Al suo interno si apre un ampio salone di 48 x 15,6 metri, illuminato da 14 finestre trifore, da due finestre bifore e da due porte arcuate. Le due finestre bifore erano collegate, tramite due passerelle esterne in legno, con la casa del Podestà (lato della piazza verso il duomo) e col palazzo al cui piano terra si trovava l'ufficio dei Panigarola (lato verso Cordusio). Nel salone sedeva il Podestà, fiancheggiato da due giudici (i quali avevano il compito di rendere "ragione" nelle cause civili e criminali), detti del Cavallo (celerità) e del Gallo (vigilanza). Il palazzo ospitò anche il Consiglio dei Novecento (ossia una seduta a cui partecipavano i 150 cittadini più meritevoli di ogni sestiere), ridotti poi a 60 nel 1518 da Francesco I di Francia, diventando i Sessanta Decurioni.
Al centro della piazza si trovava la "pietra dei Falliti", sulla quale i debitori insolventi erano costretti a stare a natiche nude, affinché il loro stato di insolvenza fosse reso pubblico e noto ai commercianti. Il pozzo, fatto con blocchi di arenaria, di foggia barocca che oggi si può ammirare al centro della piazza, e che dovrebbe corrispondere alla collocazione della pietra dei Falliti di un tempo, era in origine collocato tra il palazzo della Ragione e quello dei Giureconsulti, probabilmente nel passaggio di Santa Margherita, ed è forse l'unico pozzo rimasto esistente in un'area pubblica milanese. Si dice che attorno vi circolassero i legulei (avvocati), e ciò diede adito a un proverbio milanese: "Guardet dalla saetta e dal tron / e dai specifich di Messer Zenon".
Frontale al palazzo della Ragione, sul lato di via Orefici, si trova la Loggia degli Osii, dalla cui parlèra venivano letti i proclami al popolo. Questa venne ricostruita da Matteo Visconti nel 1316, fu rinnovata sotto gli Sforza, modificata dagli architetti barocchi e successivamente restaurata nelle sue forme originarie all'inizio del XIX secolo. Alla sua sinistra nel 1872 venne edificato un edificio goticizzante presente ancora oggi, mentre un tempo vi sorgeva, fin dal 1300, un portico serrato da robusti cancelli, detto della Ferrata.
Tra il 1867 e il 1877 la piazza Mercanti venne interessata da ampi e radicali lavori architettonici che la trasformarono nell'odierna via Mercanti (per ragioni di traffico, si disse).

## Trasporti
- Cordusio
- Duomo

## Galleria d'immagini

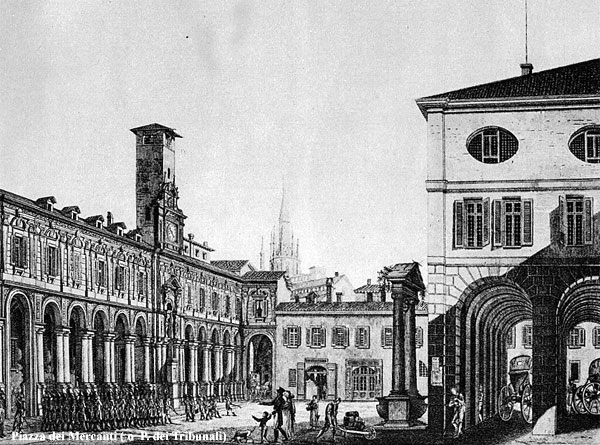
Incisione di Piazza Mercanti del XVIII secolo
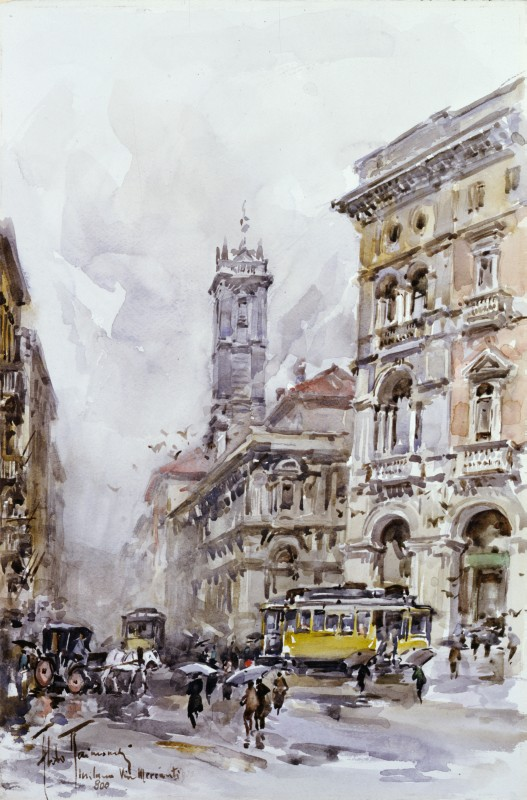
Via Mercanti in un dipinto di Aldo Raimondi del 1970